# Tony Reno
Tony Peter Niemistö (10 de fevereiro de 1963, em Danderyd no condado de Estocolmo) é um ex-músico sueco de ascendência finlandesa, mais conhecido como Tony Reno foi o primeiro baterista da banda Europe. Ele tocou nos dois primeiros álbuns do Europe Europe e Wings of Tomorrow. Ele foi substituido por Ian Haugland em 1984, e se mudou para Dinamarca, tocando em bandas locais. Se aposentou em 1992, e voltou para Suecia, onde trabalha no ramo da informatica.

## Discografia

### Europe
- Europe (1983)
- Wings of Tomorrow (1984)

### Geisha
- Phantasmagoria (1987)

### =Y=
- =Y= (1991)
- Rawchild (1992)